# 韋氏蟾蜍角鮟鱇
韋氏蟾蜍角鮟鱇，為輻鰭魚綱鮟鱇目棘茄魚亞目雙角鮟鱇科的其中一種，為深海魚類，分布於西大西洋區，從墨西哥灣、加勒比海至南美洲北部；東大西洋區，從葡萄牙外海至納米比亞海域，棲息深度300-1750公尺，雌魚體長可達25公分，生活習性不明，不具任何經濟價值。